# 小行星2683
小行星2683（2683 Brian）是一颗绕太阳运转的小行星，为主小行星带小行星。该小行星于1981年1月10日发现。
該小行星以發現者諾曼·G·托馬斯的兒子布萊恩（Brian）命名。

## 轨道参数
小行星2683的轨道半长轴为2.9156028 UA，离心率为0.062。